# واسیلیه میتسیچ
واسیلیه میتسیچ (سیریلیک صربی: Василије Мицић؛ زادهٔ ۱۳ ژانویهٔ ۱۹۹۴) بازیکن بسکتبال اهل صربستان است.
وی در مسابقات کشوری و بین‌المللی در مجموع برندهٔ ۲ مدال نقره، ۱ مدال برنز شده است.